# Novantinoe monnei
Novantinoe monnei là một loài bọ cánh cứng trong họ Cerambycidae.